# 田中宇
田中 宇（たなか さかい、1961年5月7日 - ）は、日本の国際情勢解説者。田中宇の国際ニュース解説を主宰。

## 経歴
1961年、東京生まれ。東北大学経済学部卒業。1986年、東レ勤務。1987年、共同通信社に入社。そこで外信部に配属され、英語のニュース記事を多読する内にそれらに魅了される。
1996年、「田中宇の国際ニュース解説」を始める。1997年、その頃コンテンツの充実を模索していたマイクロソフト社に誘われMSN事業部へ。MSNニュースの配信業務に従事、コラムサイト「MSNジャーナル」を立ち上げた。1999年末、独立。
2001年のアメリカ同時多発テロ事件や2003年のイラク戦争以降、多くの書籍を出版している。2008年、田中宇の国際ニュース解説が「まぐまぐ大賞2008」の総合大賞で、3位を受賞した。

## 報道スタイル
インターネットで世界中の新聞などを読み、照合・分析して解説を加えるという独特の報道スタイルを取る。世界情勢は「米国一極覇権主義から多極化に向う」とする仮説をもとに解釈を試みている。
田中は「日本のマスコミ全部が“客観”の意味を取り違えている」と考えている。「英語の記事には、“世の中をどう見るか”と言うことが書かれたものが結構あり」「欧米のメディアは、あるコードに基づいて、ウソでなければ、自分で検証しながら、それを書いていい」。そのため「客観報道じゃなきゃいけない。記事に主観を入れてはいけない」という日本の報道スタイルを否定し、欧米流に倣ったスタイルを確立している。 
日本語の他、中国語（繁体字）、韓国語でもニュースの公開を行なっている。まぐまぐでも配信されている。2009年から会員制の配信記事「田中宇プラス」を開始した。購読料は、2025年1月より年間1,500円となっている。

## 国際ニュース解説

### BRICSが多極型世界の準備完了
- BRICS諸国は、2024年10月22日から24日にロシアのカザンで開催した年次定例サミットで、米英が作った既存の世界経済システムに依存しない、独自の経済システムを構築する過程を完了した。米国のシステム崩壊が近づく中で、BRICSが「ノアの箱舟」的な最低限の代替システム構築を完了した。世界経済は米国側の既存システム（米覇権体制）と、非米側の新システムがしばらく併存する。いずれ米政府の財政赤字急増の結果として米国側の金融バブルが大崩壊し、世界経済の中心が非米側に移っていく[9]。

### ネオコンは多極主義
- 新保守主義者（ネオコンサバティブ）は米国一極覇権主義の体裁をとっているが、実際には過激な外交戦略によって米国を自滅へ導いている。このことから、ネオコンの中にはわざと米国を衰退させる勢力がいると推測できる（田中はネオコンの中の米国衰退化勢力を「隠れ多極主義者」と呼んでいる）[10]。
- 隠れ多極主義者は国際資本と繋がっており、資本投下（投資）によって効率良く稼げる方法を常に求めている。米国を頂点とする先進国は既に急成長の余地が無く、投資しても大した利益にはならないが、中華人民共和国やインド、ロシア、南米などは投資による大きな見返りが望める地域であり、これらの地域を効率よく成長させるために世界を多極化させる必要がある。米国は多極主義を掲げることで国内の反発を受けるため、表面上は覇権を強めている振りをしている[10]。

### イラク戦争は米国の自滅戦略
- 米国には国際関係の専門家が世界一いるのだから、イラク戦争とその後の占領統治は本気でやれば失敗するはずがない。しかし、ネオコン内の多極主義者はこれを故意に失敗することで、米国の軍事的敗北と外交的権威の失墜、戦費増大による財政の悪化を図り、米国の覇権を崩壊させる事を狙っている[10]。

### アジアも多極世界の一極に
- 米国はイラク戦争以来、反米的態度を取るロシアやイラン、ベネズエラに具体的な対抗措置をとっておらず、これらの国々の発言力を意図的に大きくしている。イランには経済制裁を行っているが、核問題に関しては口先での挑発に終始し、同国を反米化して中東の英雄国家に仕立て上げている。これらの国は地域の核となり多極化に貢献するだろう[10]。
- 東アジアでは中華人民共和国が多極主義者の戦略を「米国の罠」として警戒しているが、いずれ多極主義者の意図に気づき、覇権を拡大するだろう。
- 韓国は米国の意図に気づいて多極化に向けた準備をしている。イラク戦争による在韓米軍空洞化によって、戦争回避のために積極的な対北宥和政策を行い、外交軍事では独自の戦略をとりながら対中重視に移行している[10]。

### 日本の対米従属戦略は破綻
- 日本は小泉政権下で意図的に中・韓・露を挑発し、北朝鮮拉致問題を拡大して、周辺国全てと対立する構図を作った。これは対米重視を続けようとする意思の現れであるが、多極主義者の積極的な自滅戦略により[10]、米国自身が中華人民共和国重視を強める中、日本の戦略は破綻している[11]。
- 日本は戦後60年にわたり、自分で何も考えないで済む対米従属を選んできた。これは「自分で考える外交」を80年間やった結果、英米によって「悪の帝国」に仕立て上げられ、大戦争で滅亡の危機を味わった経験によるものだと推測でき、首相官邸・外務省・防衛庁はいずれも強大な米国への従属を前提とした戦略しか持っていない[10]。
- 米国は自国の覇権を弱める戦略をとっており、在日米軍も空洞化しつつある。周辺国との敵対戦略はいずれ破綻し、日本も中華人民共和国を中心とした一極に協力しなければならないだろう。ただし、東南アジアでは中国人による政治経済の支配に反感があると考えられ、日本がアジアでの覇権拡大を進めることを歓迎するだろう[10]。

### 反米こそ日本のとるべき戦略
- 日本にとってお上である米国が、中華人民共和国をアジアの覇権国にしたい以上、日本はその事態を受容するしかない[11]。妥協がいやで反中を思い切りやりたい人は反米になる必要がある[11]。
- 日本の右翼（右派、民族主義者）の多くが表向きは民族主義を掲げつつ、実は正反対の日本人を腐らせている対米従属体制を維持するための言論を繰り返している[12]。
- 中華人民共和国はますます誇り高く世界的に台頭して光り輝くのと対照的に、日本は何とか対米従属を維持しようと息をひそめ、自分から日影の存在を選び、米国の衰退に合わせて自国の身の丈を縮めている[12]。もはや対米従属論者は国賊である[12]。

### マルクス主義の再興
- 大企業が経済の主力である「独占資本主義」は、不可避的に、金融恐慌や大不況、戦争といった危機をもたらし、危機への対策として政府が全面的に介入し、経済は国家独占資本主義に転換するが、この転換は延命にすぎず、本質的には、資本主義は死滅に向かい、大衆への収奪が強まり、最後には社会主義革命が起こるというのが、マルクス経済学の理論である[13]。
- 金融の独占資本主義は終わり、米英の金融機関は国有化され、中華人民共和国やアラブ産油国、ロシアなどの政府投資基金や国営石油会社といった国家独占資本主義の象徴的な存在が幅を利かせている[13]。米国の金融界は、今後長いこと、自由市場原理の世界に戻れなくなりそうである[13]。こんな状態が続くと、今後マルクス経済学が再び学問として勢いを盛り返すこともあり得る[13]。

### トロツキストがネオコン
- ブッシュ政権内で力を持っていたネオコンであるが、その元祖的存在であるアーヴィング・クリストルらは、かつてニューヨークでトロツキストとして活動していた。トロツキーはロシア革命に参加する前はニューヨークに滞在しており、ソ連の初代の外務大臣になって国際共産主義運動を指揮し、中国などへの共産主義革命の拡大を図った。トロツキーらはニューヨークの資本家から支援され、国家資本主義の効率をさらに上げるための世界革命を起こそうとした疑いがある[13]。
- トロツキストがネオコン（新保守主義）になり、表向きは「保守」を掲げて米国単独覇権主義を標榜しつつ、実際には重過失的にイラク戦争とテロ戦争の大失敗を引き起こし、結果的に左翼革命家が果たせなかった米国資本主義の崩壊を内側から実現した[13]。

### ユダヤ・ネットワーク
- 中世以来のヨーロッパで国際的なネットワークを持っていたのは、貿易決済の金融網を持っていたユダヤ人だけで、ユダヤ人は金融能力を生かして各国政府から資金調達を任され各国政府の内部事情に通じていた[14]。諜報機関の起源がユダヤ資本家のネットワークであるなら、彼らは政治謀略だけでなく、金融謀略を行う技能もあるはずだ。戦争や政変だけでなく、相場の暴落、急騰などの背後には諜報機関が動いていると疑った方が良いことになる[14]。
- 19世紀のヨーロッパでは、共産主義からファシズムまでの多様な政治の哲学的思考と活動実践などが開花したが、これも国家経済成長の高速化を課題とする資本の論理に合致し、資本家好みの展開だった[14]。資本家との分業体制なのか、革命家・思想家にはユダヤ人が多い[14]。
- 覇権とユダヤ・ネットワークとの関係は、なぜイスラエルやネオコンなどのユダヤ人がこれほどまでに覇権や戦争、国家システムの創設と破壊、政権転覆などの謀略に長けているのかという疑問に対する答えとなっている点で非常に重要である[14]。

### ホロコーストはイスラエル支援目的の喧伝
- 歴史的事実を分析していった結果「ホロコーストはなかった」「誇張されていた」という結論を発表したら、その時点で世界のいくつかの国で犯罪者（逮捕投獄・強制送還）にされてしまう状況になっているのは、国際問題の諸テーマの中でホロコーストだけである[15]。
- ホロコーストがイスラエルを支援するための理論として喧伝され始めたのが1970年代で、多くのユダヤ系アメリカ人がシオニストとなってイスラエルのパレスチナ占領地内に移住して「入植運動」を開始し、右派政党リクードが結成されたのが1970年代である[15]。アメリカのシオニストの中に米政界の中枢に入っていこうとする動きが起きたのも1970年代で、今ではネオコンと呼ばれる人々である[15]。彼らの戦略は功を奏し、1981年に就任したレーガン政権に入り込み、1982年にはイスラエルの近くに米軍を長期駐留させることを暗に目指したレバノン侵攻を起こした[15]。その後ネオコンはいったん政権中枢から排除されたが、2001年のブッシュ政権で再び中枢に入り、イラク侵攻を実現している[15]。

### テロの多くは米・欧・イスラエルの当局が誘発
- 911を初めとしてテロ事件の多くは真相が迷宮入りしているが、これらは政治状況を転換させることを目的に米国・ヨーロッパ・イスラエル等の当局（諜報機関や公安警察）がテロを誘発している疑いがある[16]。
- 2008年11月27日のムンバイ同時多発テロでは、逮捕された容疑者の一人がカシミールのイスラム過激派組織内に潜入しておとり捜査をしていたインド公安当局の捜査官だったことが報じられ、インド当局がテロのおとり捜査をやるふりをして、本物のテロを誘発した可能性が強くなっている[16]。1993年に起きたニューヨークの世界貿易センタービルでのテロ事件でも、FBIがテロのおとり捜査をやるふりをして本物の爆弾をイスラム組織に渡してテロを誘発したことが暴露されている[16]。2004年3月にスペインのマドリードで起きた列車爆破テロ事件も、スペイン当局が発生を誘発した可能性がある[16]。
- テロ戦争を永続させるために当局がテロを誘発させるという作戦は、アメリカ国防総省も行っている[17]。国防総省は2002年テロ組織に対して故意にテロ活動を誘発させるような作戦を行う先制作戦グループ（Proactive, Preemptive Operations Group）というのを省内に作った[17]。作戦はテロを扇動することで、休眠状態のテロ組織を活動させて取り締まりを容易にするためと説明されたが、実際にはテロが増えただけで取り締まりは容易になっていない[17]。イラクでゲリラ活動が活発化したのは、このグループの作戦である可能性がある[17]。

### アルカーイダはCIAなどの諜報機関による詐欺話
- アルカーイダの幹部が米国などの諜報機関のエージェントでもあるという話は、よくあることだと分かった[17]。トルコのテロ専門家は「アルカイダという名前の組織は存在しない。アルカイダとは、テロ戦争を永続できる状況を作ることを目的としてCIAなどの諜報機関が行っている作戦の名前である」「テロ戦争の目的は、常に低強度の危機が持続している状態を作ることで（米国が世界から頼られる）単独覇権体制を維持することにある」とザマン紙に対し述べている[17]。

### パンナム航空機爆破テロ事件はCIAの謀略
- 真犯人は、シリアとイランに支援され、レバノンや西ドイツなどで活動していたパレスチナの過激派組織PFLP-GC（パレスチナ解放人民戦線総司令部）である[18]。
- PFLP-GCがパンナム機に爆弾入りのスーツケースを乗せることができたのは、CIAが黙認したからである[18]。 麻薬資金は広範囲にCIAの秘密作戦の裏金資金として作られており、PFLP-GCはCIAのエージェントとして動いていた[18]。
- レバノンからアメリカに麻薬が密輸されているのを取り締まろうとしてレバノンで調査を終えてアメリカに帰国する途中だった、CIAとDIAの要員4人（米国諜報機関の中でも自分の組織の裏の事情を知らない、まじめな善玉の人々）が爆破されたパンナム機には搭乗しており、CIAの中で麻薬密輸を担当している人々はPFLP-GCをけしかけて密輸麻薬の中に爆弾を仕掛けさせ、爆破テロを挙行して他の乗客もろともに上記の4人を謀殺した[18]。

### 民主主義体制はハイパー独裁体制
- 中国人の多くは自国のマスコミがプロパガンダだと思いつつも影響されているが、欧米人や日本人の多くは、自国のマスコミが真実を報じていると勘違いしており、事態は欧米日の方が深刻だ[19]。国民にうまいことプロパガンダを信じさせた上で行われている民主主義体制は、独裁体制より効率の良い「ハイパー独裁体制」である[19]。独裁国の国民はいやいやながら政府に従っているが、ハイパー独裁国の国民は自発的に政府に協力する[19]。その結果「世界民主化」の結果である米国のイラク占領に象徴されるように、独裁より悪い結果を生む[19]。

### 米国では大規模な選挙不正が横行
- 米国では選挙の投票が自動化され、有権者がコンピューターのスクリーンに触れる方法で投票が行われている地域が多いが、その投票マシンのプログラムに重大な欠陥があることが分かった[20]。欠陥は有権者が１人で何回でも投票できたり、選挙管理をする人が投票結果をばれないように書き換えたりできるというもので、全米の40州で使われすでに4万台以上も普及している投票マシンで、すでに選挙不正が行われているのではないかという疑惑が起きている[20]。
- 米国の電子投票機の主なメーカーであるディーボルドとES&Sは二社合計で全米のシェアの80%を持っているが、両社は同じ創設者によって作られ、初期の大株主は福音派キリスト教（キリスト教原理主義、主に共和党を支持）とつながりが深いアーマンソン家という一族の人々である[21]。

### 米国は内乱の傾向
- 2009年1月末の段階では全米50州のうち46州が大幅な財政赤字状態に陥り、2009年度中に財政破綻を宣言するかもしれない事態になっている[22]。各州政府の財政難は、金融界の危機と同根である[22]。
- 州や郡などの地方財政の破綻拡大は、全米の人々、特に貧困層の生活を悪化させる[22]。生活が行き詰まるほど、人々は「なぜこんなに苦しまねばならないのか。政府や金融界のせいだ」と思い、州政府や連邦政府、金融界などに怒りを向ける[22]。郡が州に楯突き、州が連邦に反旗をひるがえし、内乱の傾向が増す[22]。2008年10月、米軍（国防総省）が南北戦争以来150年ぶりに、内乱など自国内の有事に即応できる部隊を新設し、その意図を不可解だと思う向きが強かったが、その後、米国で内乱が起こりうる情勢は、潜在的に強まっている[22]。

### 中華人民共和国の台頭はニューヨークの資本家勢力の意図
- 中華人民共和国の国家戦略を作っているのは北京の中南海の上層の人々であり、米国の中枢（ニューヨーク資本家）からのアドバイスを参考にしている[23]。
- 第一次世界大戦前から米国の世界戦略を采配してきたCFRでは、第二次世界大戦後、ロックフェラー家（ニューヨークの資本家）が重要な役割を果たした[23]。ロックフェラーは昔から親中派で、中華人民共和国を発展させて世界経済の牽引役に仕立てる長期戦略（今でいう米中Ｇ２の戦略）を持っている観がある[23]。
- ブッシュ政権では、ロバート・ゼーリック国務副長官やヘンリー・ポールソン財務長官といったゴールドマン・サックス系の高官が、中華人民共和国を「責任ある大国」になってもらうべく誘導するとともに、米中関係（Ｇ２）を、米英関係に取って代わる、米国にとって最重要の戦略的２国関係に仕立てる努力を行った[23]。
- 多極主義者はよく考えて戦略を練り、軍産英複合体・英米中心主義者を延命させる世界大戦が起きないようにしている[23]。ブッシュ政権がイラク占領の泥沼にはまり、オバマ政権はアフガニスタンでも占領の泥沼にはまりつつあり、米軍は過剰派兵でこれ以上の大戦争ができない[23]。経済的にも米国は財政赤字を埋めるために中華人民共和国に米国債を買ってもらわざるを得ず、中華人民共和国と対立できない[23]。

### 新型インフルエンザには欧米系大手製薬会社の影
- 今回の新型H1N5インフルエンザ問題では、ワクチンを製造する欧米系大手製薬会社の影が、あちこちでちらついている[24]。
- イギリス政府に対して新型インフルエンザ問題に関する政策立案についてアドバイスを行う立場にある顧問委員会（Scientific Advisory Group for Emergencies）の委員には、ワクチンを作っているイギリスの大手製薬会社であるグラクソ・スミスクラインの非常勤取締役ロイ・アンダーソン卿が含まれているし、イギリスと同様にオバマ大統領のホワイトハウスは、製薬業界との癒着感に満ちたイケイケドンドンである[24]。
- 米政府は最近、インフルエンザのワクチンを製造する製薬会社に対し、もしワクチンの副作用が出て米国民が製薬会社を提訴しても製薬会社が有罪にならないという免責の決定を行った[24]。いくつかの製薬会社は大儲けが予測されており、金融機関の営業マンは、製薬会社の株が「買い」だと投資家に勧めている[24]。
- 専門家が「新型H1N5インフルエンザは実験室で作られた可能性がある」と言っており、人間が実験室で混ぜてばらまいたとしか思えないという分析である[24]。
- 現在の状況も把握しきれない性質のものなのに、未来の悲惨な状況だけは「確定的」であると政府やマスコミが世界の人々を脅すパターンは、地球温暖化問題と同じである[24]。
- このような状況を知って「インフルエンザの予防接種は危険だから受けない方が良い」と叫んだところで、下手をすると製薬会社から損害賠償請求されたり、もっとひどくなると当局から監視・取り締まり対象にされる[24]。

### 中東大戦争は2008年4月前半に開戦
- イギリスはアフガニスタン占領を何とか成功させようとして、ターリバーンと交渉する戦略を進めたり、イギリス人の「アフガン総督」を置く構想をぶち挙げたりしてきたが、米国は反対にアフガン占領を難しくするような戦略（表向きは大失策）を進め、アフガン・パキスタン国境地帯を空爆してパキスタン側の人々の反米感情を扇動したり、アフガンのカルザイ大統領を焚き付けてイギリスの総督構想に反対させて潰したりしてきた[25]。
- 30年来の右派であるチェイニー副大統領が牛耳るブッシュ政権が、米国内の中道派を無力化し、2009年1月の任期末までにイギリスやイスラエルの戦略を破綻させようとする仕上げの段階に入っている[26]。
- イスラエル軍のガザ侵攻は数日以内に始まると予測され、イスラエルがガザに大侵攻したら、ほぼ確実にレバノンのヒズボラとも戦争になり、イランやシリアにも戦線が拡大し、イスラエル国家が消滅するまで戦争が続く可能性もあって、パレスチナ人だけでなく、イスラエル自身やイランの人々も「ホロコースト」的な大殺戮を経験することになる[27]。
- イスラエルでは4月6日〜11日まで、建国以来最大規模の非常事態訓練が行われるが、この訓練中にヒズボラなどが攻撃を仕掛け、戦争になるかもしれない[25]。
- イスラエルは400発の核爆弾を持っていて、イスラエルがイランを攻撃する場合は核兵器を使う恐れがある[28]。

### イランが核兵器開発との報道はインチキ
- イランは核兵器を開発する試みを行っておらず、イランはIAEA（国際原子力機関）の査察を必要に応じて受け入れており、これまでのIAEAの査察ではイランが核兵器を開発しているという証拠は見つかっていないという主旨の報告書が発表された[29]。
- IAEAとアメリカ、イスラエルのいずれもが「イランは核兵器を持つまでに10年かかるという分析で一致しており、現在のイランはほとんど何の核技術も持っていないことを意味している[29]。
- 逆に、原子力発電で核の技術や物資が豊富な日本は「その気になれば数カ月で核兵器を持つ」と欧米から分析されている[29]。
- 「イランは間もなく核兵器を持つ」という見方は全くの間違いで、イランを攻撃するために故意に流されているとしか思えない[29]。中華人民共和国やロシアといった非米反米諸国の多くも、イランの核開発疑惑に関して「わが国は核兵器を開発していない」というイランの主張を認め、強硬姿勢をとる米国の方を批判している[30]。

### イランとイラクは油田紛争を演出
- 2009年12月18日イラク東南部マイサン州の対イラン国境地帯にあるファッカ油田の７つの油井の一つをイランの軍隊が占拠したが、産油国であるイランとイラクが結託して国際原油価格を上げるために国境の油田紛争を演出し始めた[30]。

### 米国の原潜が韓国の潜水艦「天安」を撃沈
- 韓国や米国の当局は、天安艦と同じ時間帯に、すぐ近くで米軍潜水艦が沈没したことを、ひた隠しにしている[31]。「日刊ゲンダイ」5月13日付の記事によると、核搭載可能な米原潜「コロンビア」（USS Columbia）が、米韓軍事演習に参加した後、ハワイに帰港しておらず、沈没したのは原潜コロンビアだとみられている[31][32]。
- 米軍の原潜の多くは、100人以上の乗組員を定員としていて、天安艦の死者数に並ぶ、かなりの死者が出たはずであり、放射能漏れの懸念もある[31]。沈没した潜水艦から米軍が急いで取り出そうとしたのは、核弾頭だった可能性もある[31]。
- 天安艦は、北朝鮮の潜水艦が潜入していると勘違いして発砲し、攻撃されたので米潜水艦も瞬時に撃ち返し、2隻とも沈没するという誤認の末の同士討ちが起きたのではないか[31]。米国防総省内の軍産複合体系の勢力がペンニョン島での米潜水艦の潜航を韓国軍に伝えず、同士討ちを誘発したと疑うことすらできる[31]。
- 琉球新報Web版によれば、ホワイトビーチには4月3日に原潜2隻が一時寄港している。原潜ヒューストンとコロンビアだ[33]。

## 著書

### 単著
- 『マンガンぱらだいす 鉱山に生きた朝鮮人たち』風媒社（1995年9月） ISBN 978-4833130813
- 『神々の崩壊 はっきり見えてきた国際政治経済の実像！』風雲舎（1999年2月） ISBN 978-4938939113
- 『国際情勢の見えない動きが見える本 新聞・テレビではわからない「世界の意外な事実」を読む』PHP研究所（2001年6月） ISBN 978-4569575742
- 『タリバン』光文社（2001年10月） ISBN 978-4334031039
- 『イスラムVSアメリカ　「これから」を読み解く5つの視点』青春出版社（2001年10月） ISBN 978-4413033039
- 『国際情勢の事情通になれる本』PHP研究所（2001年11月） ISBN 978-4569576718
- 『仕組まれた9・11 アメリカは戦争を欲していた』PHP研究所（2002年3月） ISBN 978-4569621166
- 『米中論 何も知らない日本』光文社（2002年6月） ISBN 978-4334031466
- 『イラクとパレスチナ　アメリカの戦略』光文社（2003年1月） ISBN 978-4334031794
- 『イラク』光文社（2003年3月） ISBN 978-4334031879
- 『アメリカ超帝国主義の正体』小学館（2003年5月） ISBN 978-4094056013
- 『辺境 -- 世界激動の起爆点』宝島社（2003年12月） ISBN 978-4796637848
- 『アメリカ以後』光文社（2004年2月） ISBN 978-4334032340
- 『非米同盟』文藝春秋（2004年8月） ISBN 978-4166603954
- 『国際情勢 メディアが出さないほんとうの話』PHP研究所（2009年1月） ISBN 978-4569704951
- 『世界がドルを棄てた日』光文社（2009年1月） ISBN 978-4334975579
- 『日本が「対米従属」を脱する日--多極化する新世界秩序の中で』風雲舎 (2009年12月）ISBN 978-4938939571
- 『米中逆転 なぜ世界は多極化するのか？』角川書店（2010年6月） ISBN 978-4047102460
- 『メディアが出さない世界経済ほんとうの話』PHP研究所 (2011年11月）ISBN 978-4569792378
- 『金融世界大戦 - 第三次大戦はすでに始まっている』朝日新聞出版、2015年3月

### 共著
- 田中宇、大門小百合著『ハーバードで語られる世界戦略』光文社（2001年11月） ISBN 978-4334031152

### 訳書
- ジム・レッデン著、田中宇監訳『監視と密告のアメリカ』成甲書房（2004年3月） ISBN 978-4880861623

## 出演
- ビデオニュース・ドットコム（2002年11月29日、2004年10月23日）